# Base de dades en línia
Una base de dades en línia és una base de dades accessible des d'una xarxa local o Internet, a diferència d'aquella que s'emmagatzema localment en un ordinador individual o en el seu emmagatzematge extern com discs durs o cd's. Les bases de dades en línia s'allotgen a llocs web, disponibles com a programari de servei accessibles mitjançant un navegador web. Poden ser gratuïts o requereixen pagament, mitjançant una subscripció mensual. Alguns tenen funcions millorades com l'edició col·laborativa i la notificació per correu electrònic.
- Per al sistema o programari dissenyat per l'actualitat, hi ha diversos productes de la base de dades dissenyats específicament com bases de dades allotjades com programari com a servei. Aquestes es diferencien de les bases de dades tradicionals típiques com ara Oracle, Microsoft SQL Server, Sybase, etc. Algunes de les diferències són:
- Aquestes bases de dades són principalment lliurades a través d'un navegador web.
- Sovint són comprades per una subscripció mensual.
- S'afegeixen característiques de col·laboració comunes, com ara compartir, notificacions per correu electrònic, etc.

Actualment, els serveis de bases de dades es gestionen a través d'ordinadors que gestionen interfícies d'accés a la informació. Aquests permeten als usuaris donar instruccions a programes informàtics externs a través de línies de text senzilles.
La major part de bases de dades en línia es poden utilitzar actualment per qualsevol aplicació de programari. El mes habitual es que generin bases de dades al núvol basades en emmagatzematge en xarxes.

## Tipologia
Hi ha dos grans grups de bases de dades en línia segons el seu objecte d'estudi:
- Bases de dades bibliogràfiques:s'ocupen de la gestió de les referències a la literatura publicada sobre una disciplina determinada. Poden incorporar articles de revista i diaris, actes de conferències, informes, publicacions governamentals i legals, patents, llibres, etc. Les bases de dades bibliogràfiques esdevenen actualment biblioteques digitals, que proporcionen el text complet dels continguts que indexen.[4]
- Bases de dades de gestió en la relació amb els clients: La Gestió o Administració de Relacions amb el Client (Customer Relationship Management) es caracteritza per ser un model de gestió de les organitzacions i que es fonamenta en la satisfacció del client o una orientació al mercat.. El concepte més proper és el màrqueting relacional o clienting, maketing 1x1 i màrqueting directe de base dades.[5][6]

## Història
Les bases de dades en línia sorgeixen públicament en la dècada dels 1970 con a eines de recuperació de la informació automatitzada davant els sistemes d'indexació manual que oferien els índexs o publicacions d'abstracts de documents. La major part de fonts d'informació eren d'origen estatunidenc.
A nivell espanyol, gràcies a l'establiment de la xarxa telefònica commutada sobre el 1975, es va obrir el servei a els distribuïdors Dialog i SDC que oferien fonts d'informació bibliogràfica d'origen governamental. L'accés es portava a terme per trucada directa als Estats Units o mitjançant una xarxa punt a punt amb costos resultants molt elevats de gestió.